# Izrael na Letnich Igrzyskach Olimpijskich 1968
Izrael na Letnich Igrzyskach Olimpijskich 1968 reprezentowało 29 sportowców (26 mężczyzn i 3 kobiety) biorących udział w 4 dyscyplinach. Był to piąty start tego kraju w igrzyskach olimpijskich. Najmłodszym reprezentantem kraju była pływaczka Szlomit Nir (15 lat i 346 dni), a najstarszym – strzelec Henry Herszkowic (41 lat i 252 dni). Chorążym Izraela był Gerszon Szefa.